# Anundsjö kyrka
Koordinaten: 63° 26′ 44″ N, 18° 7′ 3″ O

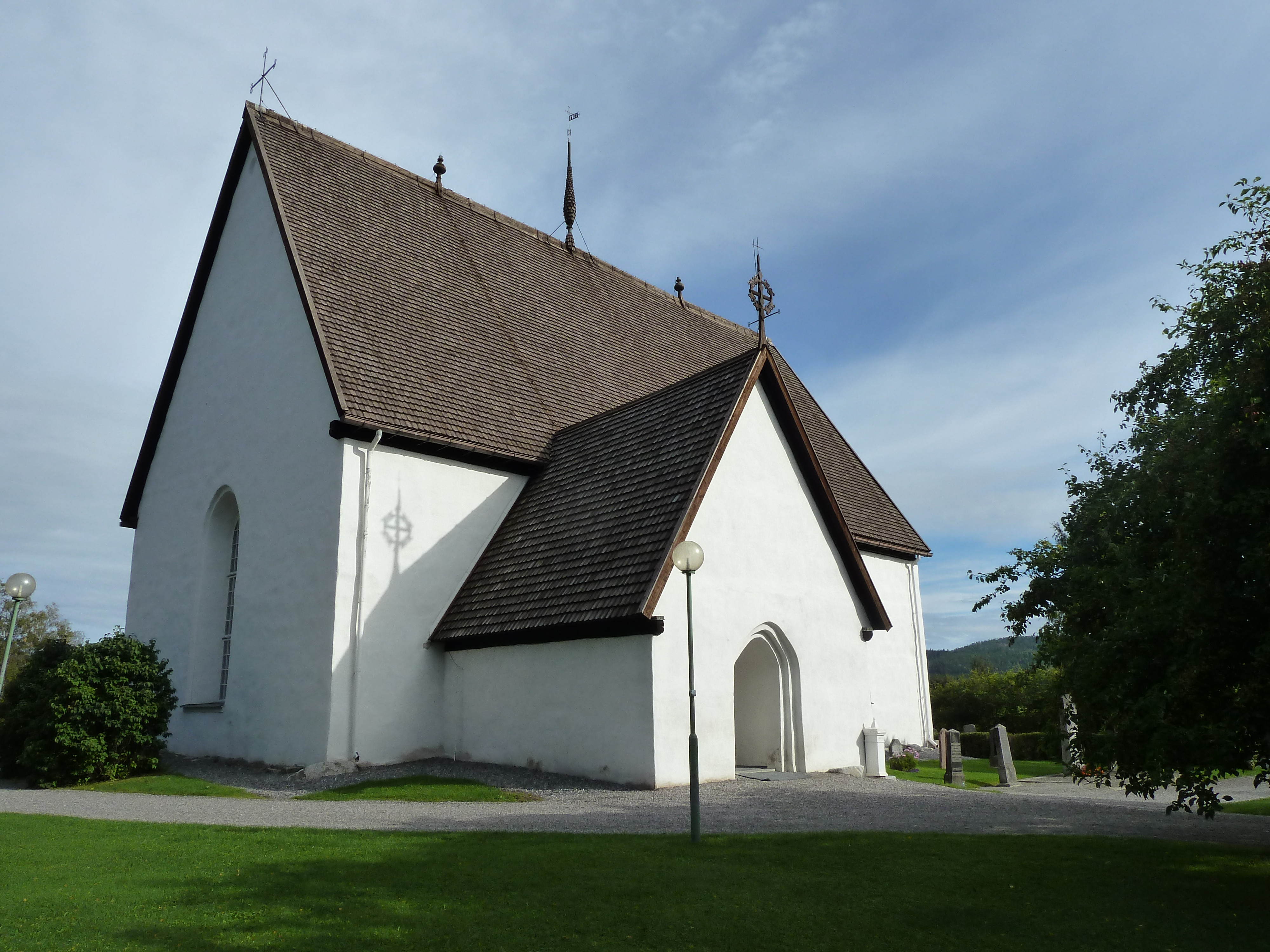
Die Anundsjö kyrka

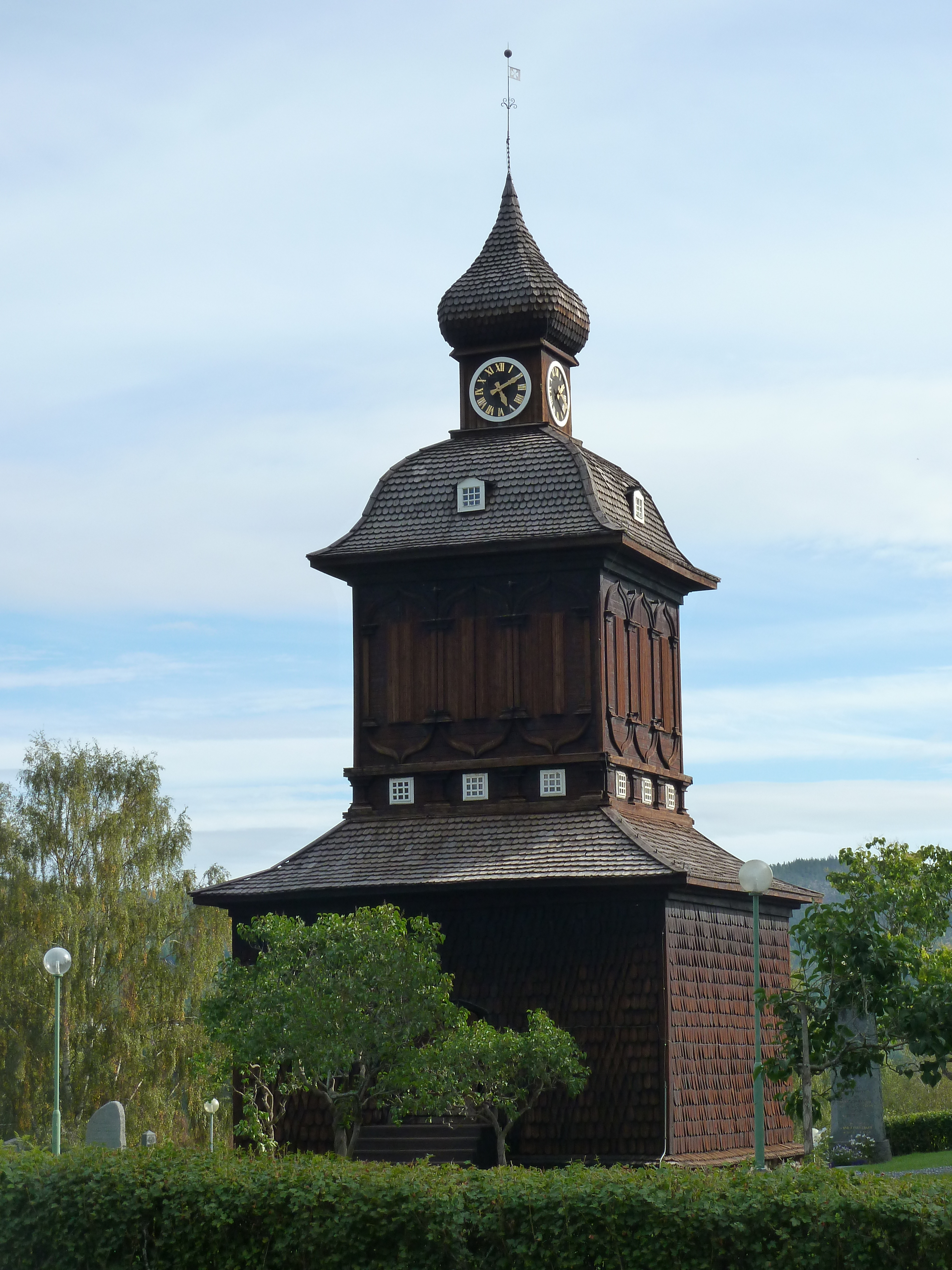
Glockenturm der Anundsjö kyrka

Die Anundsjö kyrka ist eine evangelisch-lutherische Kirche in Bredbyn im Bistum Härnösand, das zur Schwedischen Kirche gehört. Sie ist die Hauptkirche der Kirchengemeinde Anundsjö.

## Kirchengebäude
Bei Ausgrabungen in den 1950er Jahren fand man die Reste einer Kirche aus dem 13. Jahrhundert, auf dem Friedhof der heutigen Kirche war mit einem großen Kreuz die damalige Position markiert. Die heutige Kirche wurde 1437 gebaut und zeigt Merkmale von mittelnordischer und spätmittelalterlicher Architektur. Der Bau besteht aus einem Langhaus, einem Waffenhaus und einer Sakristei. Der Eingang zur Kirche befindet sich im Waffenhaus. Das mittelalterliche Aussehen der Kirche ist trotz mehrerer Renovierungen erhalten geblieben. Anfang des 18. Jahrhunderts bekam die Kirche ihre heutige Kanzel, und Mitte des Jahrhunderts wurde der Innenraum weiß getüncht. Später wurde das Aussehen der Kirche von Per Zakrisson geprägt, einem örtlichen vielseitigen Bauern, Schnitzer und Baumeister. Der Glockenstapel von 1759 und die Sakristei von 1772 sind Beispiele seiner Arbeit.
Bei Malerarbeiten Mitte des 18. Jahrhunderts wurden die Wandbilder verdeckt, bei Ausbesserungsarbeiten 1952 wieder freigelegt, wobei nur ein kleiner Teil der Bilder erhalten geblieben ist. Bei den Restaurierungsarbeiten wurde Brot als Schwamm benutzt, da dies ein sehr schonendes Verfahren ist.
Vor dem Glockenstapel steht ein Monument, das 1959 zur 200-Jahr-Feier des Stapels errichtet wurde und an die Arbeit von Zakrisson erinnert.